# 哈工大圣彼得堡中俄联合校园
哈工大圣彼得堡中俄联合校园（俄语：Российско-Китайский совместный кампус СПбГУ — ХПУ）是哈尔滨工业大学与圣彼得堡国立大学建立于哈尔滨的联合校园，两校于2019年9月16日签署备忘录，校址将设于哈尔滨花园街的中东铁路黄房子街区。可容纳1500名学生的校园将于2020年竣工，初期预计招收120名学生。联合校园将主要由中方出资。

## 历史
2018年2月10日，圣彼得堡国立大学驻哈工大代表处、圣彼得堡大学毕业生协会（哈尔滨）、中俄法学联合研究中心在哈尔滨工业大学成立。
2018年4月9日，哈尔滨工业大学与俄罗斯圣彼得堡国立大学联合校园筹建视频会议在哈工大举行。
2019年4月23日，黑龙江省省长王文涛主持召开哈工大圣彼得堡中俄联合校园项目专题会议。
2019年9月16日在俄罗斯圣彼得堡召开的中俄人文合作委员会第二十次会议上，哈尔滨工业大学校长周玉与圣彼得堡国立大学校长科罗巴切夫签署关于共同在哈尔滨举办高等教育合作机构“哈工大圣彼得堡中俄联合校园”备忘录。
2020年6月7日，哈尔滨工业大学圣彼得堡国立大学中俄联合校园正式奠基。